# Чези, Беньямино
Беньямино Чези (итал. Beniamino Cesi, в России Вениамин Чези; 6 ноября 1845, Неаполь — 19 января 1907, Неаполь) — итальянский пианист и музыкальный педагог.

## Биография
Учился у Луиджи Альбанези, затем у Сигизмунда Тальберга; изучал также композицию под руководством Саверио Меркаданте и Сальваторе Паппалардо. Концертировал с 1862 года, был первым в Италии исполнителем сонаты «Хаммерклавир» Людвига ван Бетховена, прославился также как исполнитель произведений Иоганна Себастьяна Баха, Фридерика Шопена и Роберта Шумана, однако выступал и как пропагандист старинной итальянской музыки. Гастролировал по всей Европе, с 1866 года преподавал в Консерватории Сан-Пьетро-а-Майелла, где среди его учеников были Хуан Аберле, Пьетро Боккаччини, Эдгардо дель Валле-де-Пас, Руджеро Леонкавалло, Джузеппе Мартуччи, Леопольдо Муньоне, Флорестано Россоманди, Альфонсо Фалькони, Франческо Чилеа, Микеле Эспозито. На протяжении долгого времени был также постоянным аккомпаниатором певицы Аличе Барби.
В 1887—1890 годах — профессор Санкт-Петербургской консерватории; согласно воспоминаниям учившегося у него Самуила Майкапара, «обладая прекрасной, художественно законченной, шлифованной виртуозной фортепианной техникой, он как пианист являлся одним из лучших представителей старой фортепианной школы. В игре Чези не было рубинштейновских громоподобных звучностей и элементов стихийного рубинштейновского темперамента, но игра его отличалась особенной тонкостью художественной отделки и могла быть причислена к лучшим образцам интимно камерного фортепианного исполнения».
В 1890 году после третьего инсульта остался наполовину парализован и вынужден был прекратить исполнительскую карьеру. Недолгое время преподавал в Александровском училище, затем вернулся в Италию (для того, чтобы собрать средства на его возвращение домой, Рубинштейн дал благотворительный концерт). Несколько восстановив здоровье, с 1894 года преподавал в Палермской консерватории, после чего вернулся в Консерваторию Сан-Пьетро-а-Майелла, где недолгое время вёл класс фортепиано (во главе которого его в 1897 году сменил его ученик Алессандро Лонго). В 1900 году перебрался в Рим, где возглавил музыкальную школу, однако в 1902 году был вызван назад в Неаполь, где его ученик Мартуччи стал директором консерватории и предложил Чези класс камерного ансамбля, которым тот и руководил до конца жизни. Среди учеников Чези последнего периода были Эмилия Губитози и Эркулано Альварадо.
Чези написал ряд сольных фортепианных сочинений, как концертного, так и дидактического назначения, ему принадлежат различные фортепианные переложения оперных фрагментов; сообщалось также о написанной им опере «Виттор Пизани», которая не была ни опубликована, ни поставлена. Известностью пользовался учебник фортепианной игры (итал. Metodo teorico pratico per lo studio del pianoforte; 1893, дополнения выходили в 1896—1904 гг.). Под редакцией Чези вышли полное собрание сочинений Шопена, том сонат Доменико Скарлатти, различные сборники избранных классических произведений.
Сыновья Чези, Наполеоне и Сиджизмондо, также стали музыкантами.